# Jordan Amavi
Jordan Kevin Amavi (Tolone, 9 marzo 1994) è un calciatore francese, difensore svincolato.

## Caratteristiche tecniche
Gioca prevalentemente nel ruolo di terzino sinistro. Mancino puro, dotato di una buona capacità di corsa tuttavia può agire anche come laterale di centrocampo sulla corsia sinistra.

## Carriera

### Club
Nella stagione 2013-2014 esordisce in Ligue 1 con il Nizza, giocando anche una partita in UEFA Europa League. Totalizza in due anni con il club francese 60 partite e 4 reti.
Nel luglio 2015 passa all'Aston Villa per circa 11 milioni. Fa il suo debutto l'8 agosto seguente in casa del Bournemouth nella prima giornata di Premier League giocando da titolare nella vittoria dei Villans per 1-0. Nel novembre seguente però subisce un grave infortunio, durante una partita amichevole in nazionale ovvero la rottura del legamento crociato anteriore del ginocchio destro, costringendolo a chiudere in anticipo la stagione.

### Nazionale
Ha fatto la trafila delle nazionali giovanili francesi, Under-18, Under-20. Dal 2014 al 2016 ha rappresentato la nazionale Under-21 francese.

## Statistiche

### Presenze e reti nei club
Statistiche aggiornate al 31 agosto 2023.
| Stagione                   | Squadra                    | Campionato                 | Campionato | Campionato | Coppe nazionali | Coppe nazionali | Coppe nazionali | Coppe continentali | Coppe continentali | Coppe continentali | Altre coppe | Altre coppe | Altre coppe | Totale | Totale |
| Stagione                   | Squadra                    | Comp                       | Pres       | Reti       | Comp            | Pres            | Reti            | Comp               | Pres               | Reti               | Comp        | Pres        | Reti        | Pres   | Reti   |
| -------------------------- | -------------------------- | -------------------------- | ---------- | ---------- | --------------- | --------------- | --------------- | ------------------ | ------------------ | ------------------ | ----------- | ----------- | ----------- | ------ | ------ |
| 2013-2014                  | Nizza                      | L1                         | 19         | 0          | CF+CdL          | 2+1             | 0               | UEL                | 1                  | 0                  | -           | -           | -           | 23     | 0      |
| 2014-2015                  | Nizza                      | L1                         | 36         | 4          | CF+CdL          | 1+0             | 0               | -                  | -                  | -                  | -           | -           | -           | 37     | 4      |
| Totale Nizza               | Totale Nizza               | Totale Nizza               | 55         | 4          |                 | 4               | 0               |                    | 1                  | 0                  |             | -           | -           | 60     | 4      |
| 2015-2016                  | Aston Villa                | PL                         | 10         | 0          | FACup+CdL       | 0+2             | 0               | -                  | -                  | -                  | -           | -           | -           | 12     | 0      |
| 2016-2017                  | Aston Villa                | FLC                        | 34         | 0          | FACup+CdL       | 1+1             | 0               | -                  | -                  | -                  | -           | -           | -           | 36     | 0      |
| Totale Aston Villa         | Totale Aston Villa         | Totale Aston Villa         | 44         | 0          |                 | 4               | 0               |                    | -                  | -                  |             | -           | -           | 48     | 0      |
| 2017-2018                  | Olympique Marsiglia        | L1                         | 27         | 0          | CF+CdL          | 3+1             | 1+0             | UEL                | 12                 | 0                  | -           | -           | -           | 43     | 1      |
| 2018-2019                  | Olympique Marsiglia        | L1                         | 28         | 0          | CF+CdL          | 1+1             | 0               | UEL                | 3                  | 0                  | -           | -           | -           | 33     | 0      |
| 2019-2020                  | Olympique Marsiglia        | L1                         | 26         | 1          | CF+CdL          | 2+1             | 0               | -                  | -                  | -                  | -           | -           | -           | 29     | 1      |
| 2020-2021                  | Olympique Marsiglia        | L1                         | 13         | 1          | CF              | 0               | 0               | UCL                | 5                  | 0                  | -           | -           | -           | 18     | 1      |
| 2021-gen.2022              | Olympique Marsiglia        | L1                         | 2          | 0          | CF              | 2               | 0               | UEL                | 0                  | 0                  | -           | -           | -           | 4      | 0      |
| Totale Olympique Marsiglia | Totale Olympique Marsiglia | Totale Olympique Marsiglia | 96         | 2          |                 | 11              | 1               |                    | 20                 | 0                  |             | -           | -           | 127    | 3      |
| gen.-giu.2022              | Nizza                      | L1                         | 8          | 0          | CF              | 1               | 0               |                    | -                  | -                  | -           | -           | -           | 9      | 0      |
| 2022-2023                  | Getafe                     | PD                         | 5          | 0          | CR              | 1               | 0               |                    | -                  | -                  |             | -           | -           | 6      | 0      |
| 2023-2024                  | Brest                      | L1                         | 2          | 1          | CF              | 0               | 0               | -                  | -                  | -                  | -           | -           | -           | 2      | 1      |
| Totale carriera            | Totale carriera            | Totale carriera            | 210        | 7          |                 | 21              | 1               |                    | 21                 | 0                  |             | -           | -           | 330    | 8      |